# Athetis magniplagia
Athetis magniplagia är en fjärilsart som beskrevs av George Francis Hampson 1918. Athetis magniplagia ingår i släktet Athetis och familjen nattflyn. Inga underarter finns listade i Catalogue of Life.